# Kronika ohlášené smrti
Kronika ohlášené smrti (v originále „Crónica de una muerte anunciada“) je novela Gabriela Josého García Márqueze, vydaná v roce 1981 a zfilmována v roce 1987.

## Obsah
V knize jde o naplnění zvykového práva v jednom americkém městečku první poloviny 20. století. Ohlášenou smrtí je myšlena vražda Santiaga Nasara, bohatého muže, jenž je zavražděn jako údajný svůdce dívky Angely jejími bratry Pedrem a Pablem. Angela má být provdána, ale budoucí manžel – taktéž bohatý – ji vrátí zpět rodině kvůli tomu, že není panna.
Bratři vlastně nechtějí Santiaga zabít, a tak vyhlásí svůj čin dopředu po celém městečku. Paradoxně je však Santiago téměř jediným člověkem, který nemá o svém plánovaném zabití ani tušení, jelikož jej nikdo z egoistických, pokryteckých, hloupých či slabých obyvatel nevaruje.
Kronika popisuje okolnosti vraždy z pohledu Santiagova blízkého přítele, který byl jedním z hrstky lidí nezpravených o plánu dvojčat. Ten však do knihy neplete moc svých pocitů a snaží se přesně zrekonstruovat tu téměř absurdní situaci a skoro nemožnou souhru náhod, která vyvstala před tolika lety, a přece není nikoho, koho by do dalšího života alespoň trochu nepoznamenala.